# Première circonscription de la préfecture de Tochigi
La première circonscription de la préfecture de Tochigi (栃木県第1区, Tochigi-ken dai-ikku) est l'une des cinq circonscriptions législatives que compte la préfecture de Tochigi au Japon.

## Description géographique
Entre 1994 et 2013, la première circonscription de la préfecture de Tochigi regroupait la ville d'Utsunomiya et une partie du district de Kawachi comprenant les bourgs de Kaminokawa et Minamikawachi (ja).
Entre 2013 et 2022, elle réunissait une partie des villes d'Utsunomiya et Shimotsuke et le district de Kawachi.
Depuis 2022, elle comprend une partie de la ville d'Utsunomiya et le district de Kawachi.

## Députés
| Législature | Début de mandat | Fin de mandat | Député élu              | Parti politique | Parti politique |
| ----------- | --------------- | ------------- | ----------------------- | --------------- | --------------- |
| 41e         | 1996            | 2000          | Hajime Funada (ja)      |                 | SE              |
| 42e         | 2000            | 2003          | Hiroko Mizushima (ja)   |                 | PDJ             |
| 43e         | 2003            | 2005          | Hajime Funada           |                 | PLD             |
| 44e         | 2005            | 2009          | Hajime Funada           |                 | PLD             |
| 45e         | 2009            | 2012          | Hisatsugu Ishimori (ja) |                 | PDJ             |
| 46e         | 2012            | 2014          | Hajime Funada           |                 | PLD             |
| 47e         | 2014            | 2017          | Hajime Funada           |                 | PLD             |
| 48e         | 2017            | 2021          | Hajime Funada           |                 | PLD             |
| 49e         | 2021            | 2024          | Hajime Funada           |                 | PLD             |
| 50e         | 2024            | -             | Hajime Funada           |                 | PLD             |